# Tiwi
Tiwi är ett australiskt språk som talas av Tiwi-folket på Tiwiöarna, invid Australiens nordkust. Det är ett av de cirka 10% av de aboriginska språken som fortfarande talas av barn. 
Tiwi är ett isolatspråk och är polysyntetiskt.

## Ordförråd
En ordlista upptecknad av Arthur Capell (1940) listar följande basord:
| Ord           | Tiwi (Melvilleön) |
| ------------- | ----------------- |
| man           | wawärini          |
| kvinna        | imbalinja         |
| huvud         | duluwa            |
| öga           | bidara            |
| näsa          | jirundamura       |
| mun           | irubudara         |
| tunga         | imidala           |
| mage          | wurara            |
| (skelett-)ben | bwɔda             |
| blod          | madjibani         |
| känguru       | diraga            |
| pungräv       | ŋunuŋa            |
| kråka         | wagwagini         |
| fluga         | ubɔni             |
| sol           | bugwi, imuŋa      |
| måne          | dabara            |
| eld           | jugɔni            |
| rök           | gumuribini        |
| vatten        | guguni            |
1942 listar Capell följande basordlista för de två varianterna ngalagan och anjula:
| Ord           | Ngalagan    | Anjula      |
| ------------- | ----------- | ----------- |
| man           | bigur       | mininŋia    |
| kvinna        | bolo‘bolo   | ananawaija  |
| huvud         | miːra       | wulaia      |
| öga           | ŋandjula    | miː         |
| näsa          | gudjeː      | ŋuɽu        |
| mun           | gudjaːla    | mulu        |
| tunga         | djaːlŋ      | ŋaːndal     |
| mage          | guwar       | wadju       |
| (skelett-)ben | ŋaɽaga      | guɽuwuɽu    |
| blod          | guraidj     | djinaŋulja  |
| känguru       | gọːin       | wunäla      |
| pungräv       | dugula      | biwali      |
| emu           | ŋurundɔidj  | djagudugudu |
| kråka         | waːɽŋwaːɽŋ  | rawaŋga     |
| fluga         | bɔd         | ramijimiji  |
| sol           | ŋuwadji     | ragamba     |
| måne          | gurŋa       | ŋagala      |
| eld           | guŋwɛ       | bújuga      |
| rök           | guguwalbɛŋɛ | wulŋara     |
| vatten        | gu'wɛ       | wajuru      |